# Zizeeria ossa
Zizeeria ossa är en fjärilsart som beskrevs av Swinhoe 1885. Zizeeria ossa ingår i släktet Zizeeria och familjen juvelvingar. Inga underarter finns listade i Catalogue of Life.